# 1567
Het jaar 1567 is het 67e jaar in de 16e eeuw volgens de christelijke jaartelling.

## Gebeurtenissen
januari
- 2 - Troepen onder aanvoering van Filips van Noircarmes heroveren de door calvinisten bezette stad Doornik zonder slag of stoot en ontwapenen de burgers.

- 19 - Hasselt krijgt te maken met de Beeldenstorm.

februari
- 19 - Een groot aantal calvinistische bannelingen en vluchtelingen uit Antwerpen voeren met behulp van bootjes een aanval uit op het Scheldedorp Baasrode en vernielen het interieur van de Sint-Ursmaruskerk.
- 21 - De calvinistische Antwerpenaar Anton van Bombergen grijpt de macht in 's-Hertogenbosch en verbiedt er de uitoefening van de katholieke godsdienst.
- 21 - Het College van de Grote Visserij vangt aan met zijn werkzaamheden, een orgaan dat de kwaliteit van de bewerkte haring bewaakt en ook de belangen van zijn leden (de steden Enkhuizen, Brielle, Schiedam, Delfshaven en Rotterdam).

maart
- 1 - De geuzenleiders Jan van Marnix en Pieter Haeck ondernemen een poging om Vlissingen te veroveren. Er vloeit geen bloed, omdat de Spaanse overmacht te groot is en het daarom niet tot schermutselingen komt.
- 13 - Slag bij Oosterweel: generaal Beauvoir verslaat het legertje van Hendrik van Brederode.
- 24 - Filips van Sint-Aldegonde, heer van Noircarmes, onderwerpt de opstandige stad Valencijn na een uithongering van enkele maanden, gevolgd door een beschieting.
- 31 - Overlijden van Filips I van Hessen.  Het graafschap Hessen wordt verdeeld onder zijn vier zonen.

april
- 11 - Het calvinistische stadsbestuur van Den Bosch moet de stad ontvluchten.
- 11 - Willem van Oranje neemt ontslag uit al zijn functies en trekt zich terug in Breda.

mei
- 7 - De graaf van Meghen wordt met 12 vendels  soldaten naar Medemblik gezonden om de Watergeuzen te vervolgen, die echter tijdig per schip ontkomen.
- 15 - In Schotland trouwen koningin Maria en Bothwell. Dit protestants huwelijk met een gescheiden man die verdacht wordt van moord op haar tweede echtgenoot, maakt de katholieke Maria impopulair.
- 31 - De Waalse protestantse theoloog Guy de Brès wordt in Valencijn opgehangen, samen met een aantal andere verdedigers van de stad.
- mei - Filips van Noircarmes gaat naar Holland en straft achtereenvolgens Gouda, Schoonhoven en Amsterdam.
- Oranje verlaat Breda en reist over Grave en Kleef naar Dillenburg.

juni
- 15 - Koningin Mary van Schotland wordt in de Slag bij Carberry Hill verslagen door opstandige edelen en gevangen gezet op Lochleven Castle.

juli
- 5 - In de Proosdij van Sint-Servaas legt de Duitse edelman Philip van Eberstein de eed af als militair gouverneur van Maastricht. Zijn Duits-Lutherse troepen zijn in de stad meer gezien dan hun Spaanse en Italiaanse voorgangers.
- 24 - Maria doetafstand van de Schotse troon.
- 29 -  De kleine Jacobus VI wordt in Stirling Castle gekroond als koning van Schotland. Zijn oom de graaf van Moray wordt regent.

augustus
- 22 - Komst van de hertog van Alva met 16.000 soldaten, om de Nederlanden in opdracht van Filips II te straffen voor de Beeldenstorm in 1566 en de opstandigheid in het algemeen. Begin van een schrikbewind. Margaretha van Parma neemt ontslag en vertrekt naar Italië.

september
- 8 - De gezagsgetrouwe graven van Egmont en Horne worden met een list gevangengenomen.
- 16 - Dirck Volkertsz. Coornhert wordt gearresteerd en ingesloten in de Gevangenpoort (Den Haag).
- 20 -  Alva stelt de Raad van Beroerte of Bloedraad in.
- 28 - de Verrassing van Meaux tijdens de Hugenotenoorlogen in Frankrijk
- 29 - de Michelade in Nîmes, eveneens een episode in de Hugenotenoorlogen

december
- 16 - Willem van Oranje wordt voor de Bloedraad gedaagd, maar hij weigert. Zijn zoon Filips Willem is ontvoerd en via Brussel naar Spanje gebracht.

zonder datum
- Uittocht van vele calvinistische leiders en edelen; velen sluiten zich aan bij de watergeuzen.
- In Vicenza (Italië) wordt door Palladio begonnen met de bouw van Villa Capra (Rotondo).

## Beeldende kunst

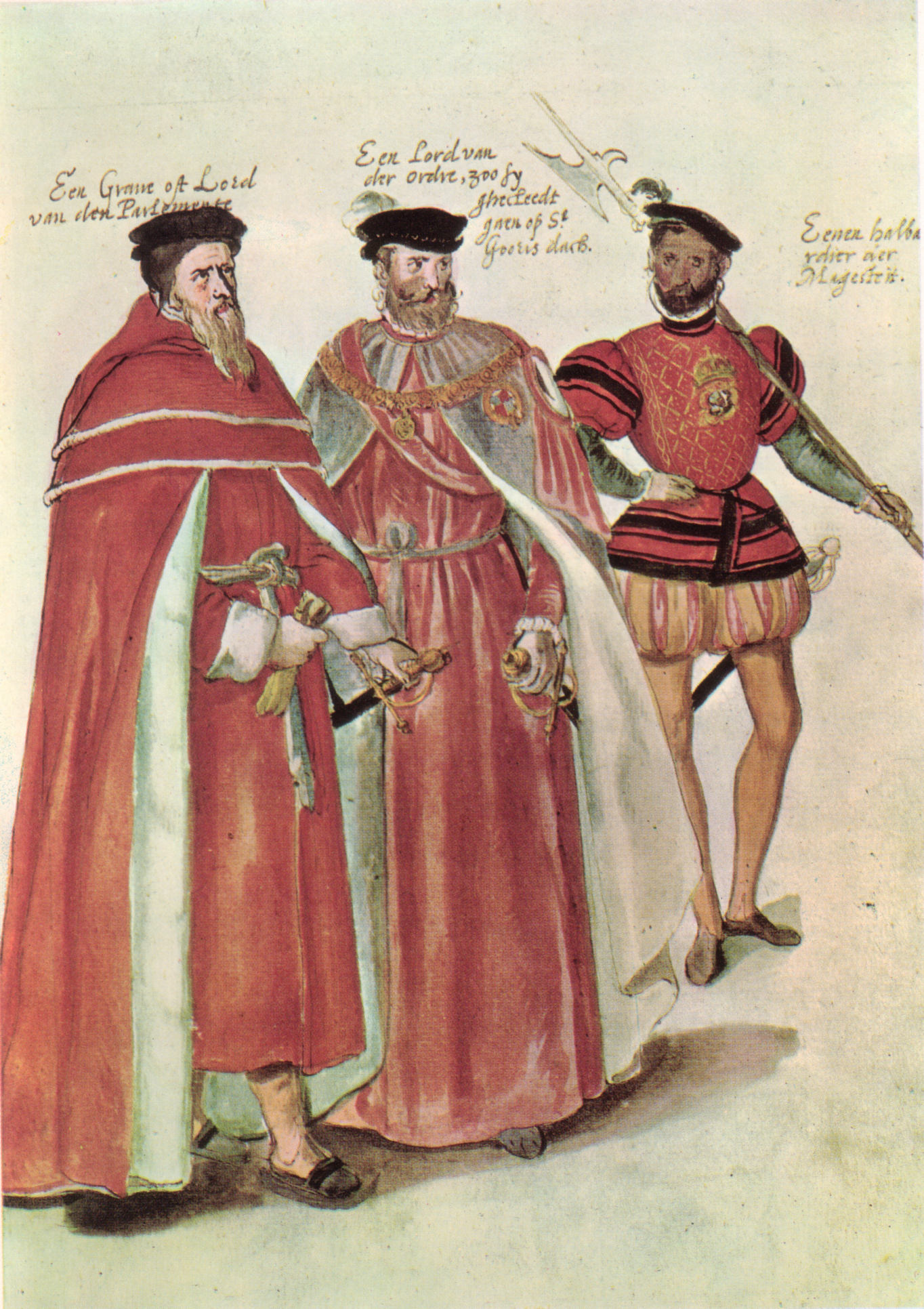
Two Lords and a Halberdier (1567) Lucas d'Heere

## Bouwkunst

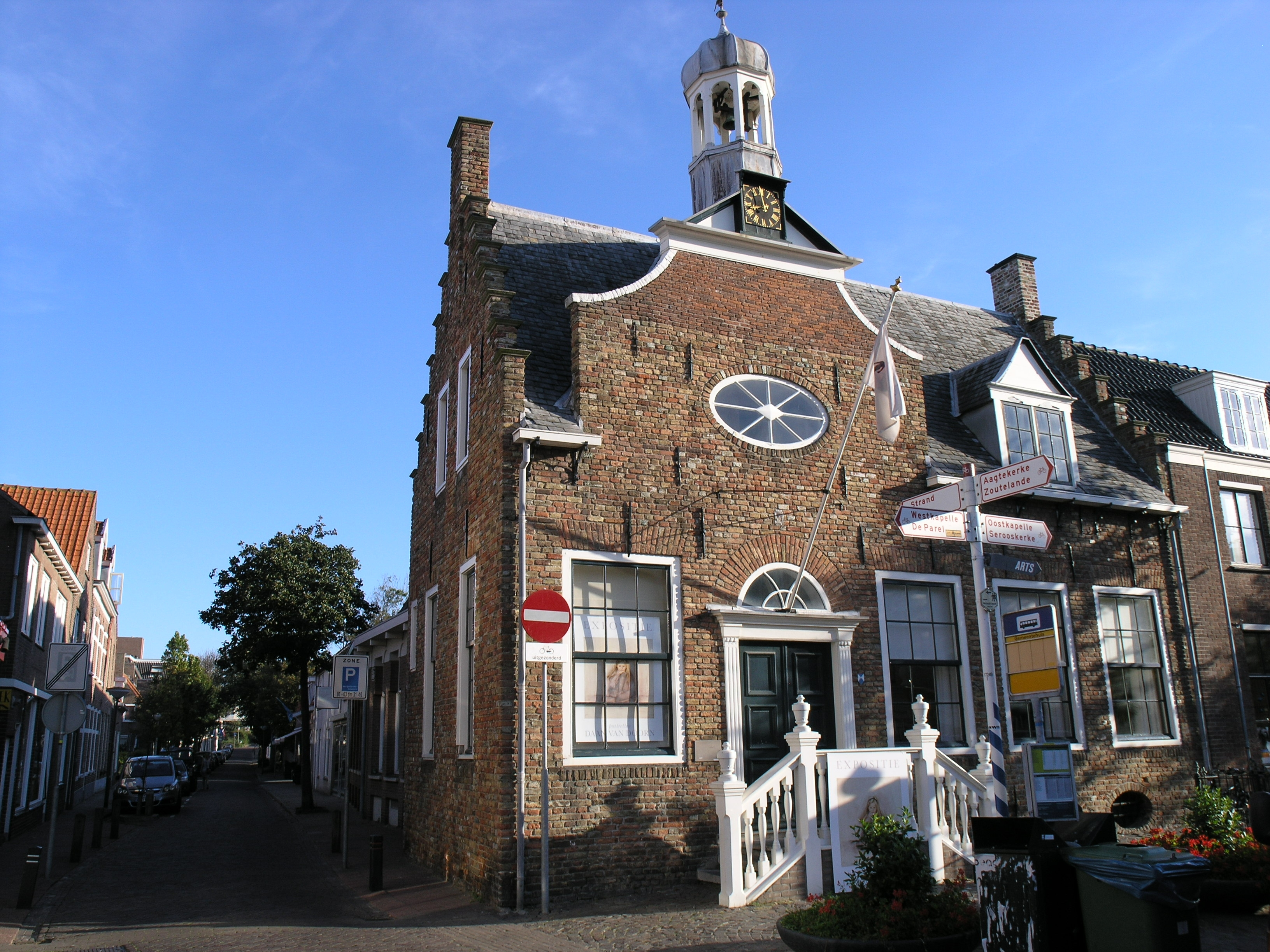
Stadhuis van Domburg (1567)

## Geboren
mei
- 15 - Claudio Monteverdi, Italiaans componist, dirigent (overleden 1643)

augustus
- 21 - Franciscus van Sales, bisschop van Genève en Annecy, ordestichter en mysticus (overleden 1622)

november
- 14 - Prins Maurits (overleden 1625)

datum onbekend
- Cornelius a Lapide, Vlaams jezuïtisch geleerde (overleden 1637)
- Johan Lodewijk I van Nassau-Idstein, graaf van Nassau-Idstein (overleden 1596)

## Overleden
januari
- 8 - Jacobus Vaet (~38), Nederlands polyfonist

maart
- 13 - Jan van Marnix
- 31 - Filips I van Hessen (62), landgraaf van Hessen

april
- 9 - Johan I van Waldeck-Landau (~45), Duits graaf

mei
- 31 - Guido de Brès, Waals theoloog

november
- 12 - Anne van Montmorency (74), Frans veldheer en staatsman